# Mark Liebrecht

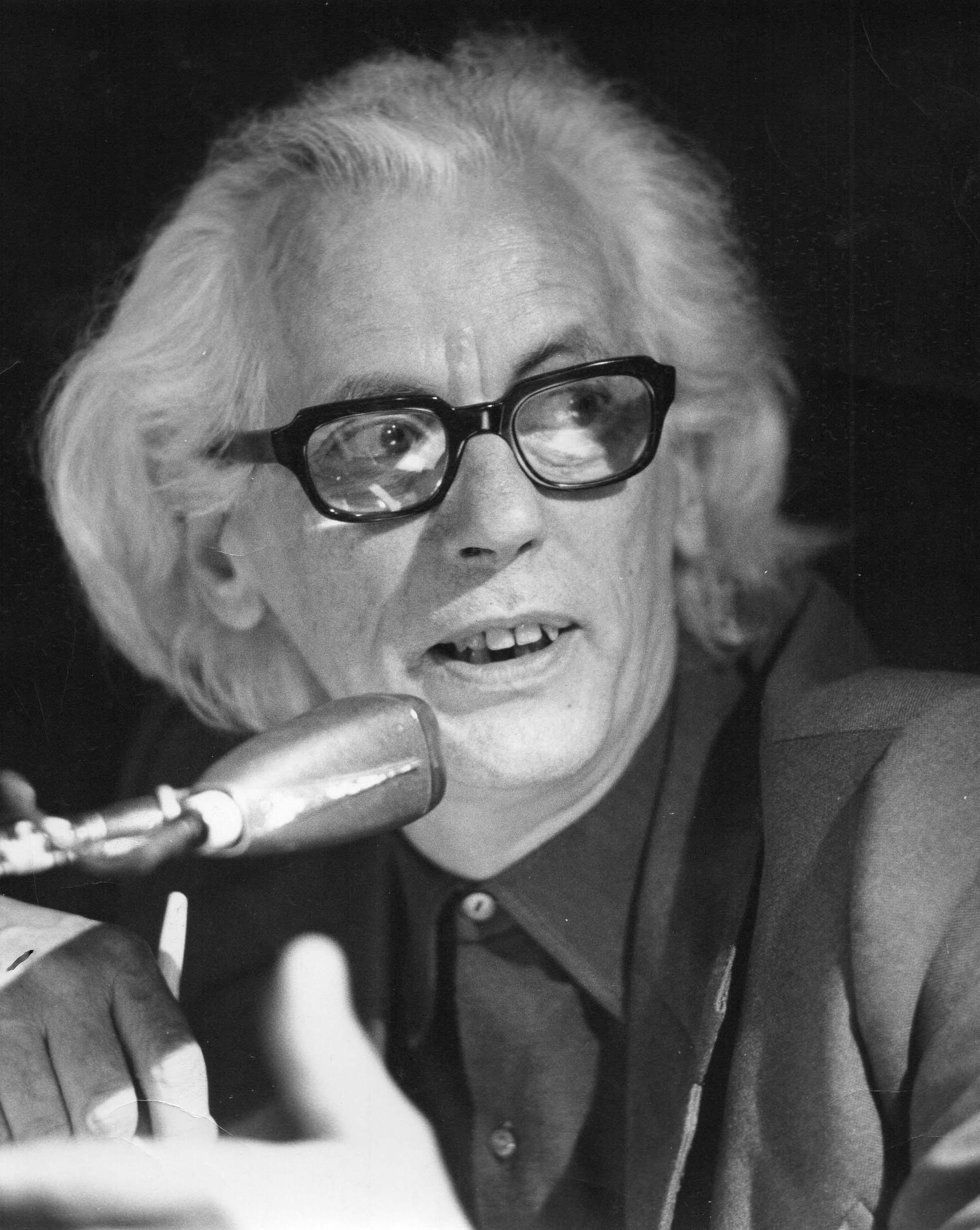
Mark Liebrecht

Mark Liebrecht, geboren Marcel Jean Albert Oger (Sint-Truiden, 27 februari 1916 – Mortsel, 31 juli 1975) was een Vlaams regisseur en componist.

## Carrière
Toen Mark Liebrecht 19 was studeerde hij voor pianostemmer bij La Maison Pleyel te Brussel. Later speelde hij in stadsrestaurants en in het ensemble van een mijn waarvan hij later dirigent werd. Daar startte hij naast het bestaande Frans, ook een Vlaams orkest. Tijdens de Tweede Wereldoorlog werd hij directeur van een muziekschool in een 'kleine Vlaamse stad' (Gent?). Hierdoor belandde hij na de oorlog kort in de gevangenis wegens collaboratie. Wellicht nam hij daarom het pseudoniem Mark Liebrecht aan.
Na de oorlog speelt hij twee jaar contrabas in een balorkest. Vervolgens werd hij componist bij een schouwburg. Ook zal hij enkele maanden in het toenmalige Belgisch-Congo spektakels regisseren. In 1950 sticht hij de toneelgroep Nieuw Schouwtoneel. Vanaf 1955 werkt hij voor het toenmalige NIR.

## Persoonlijk
Zijn vader heette Camille Dieudonné Joseph Oger en zijn moeder Elisabeth Berthe Nicolaï, een zuster van operettecomponist Alfons Nicolaï. Hij trouwde met Denise Libregs op 27 maart 1940 en is de vader van filosoof Erik Oger. Hij werd begraven op het kerkhof van Mortsel-dorp. De grafzerk werd ontworpen door Robert Vandereycken.

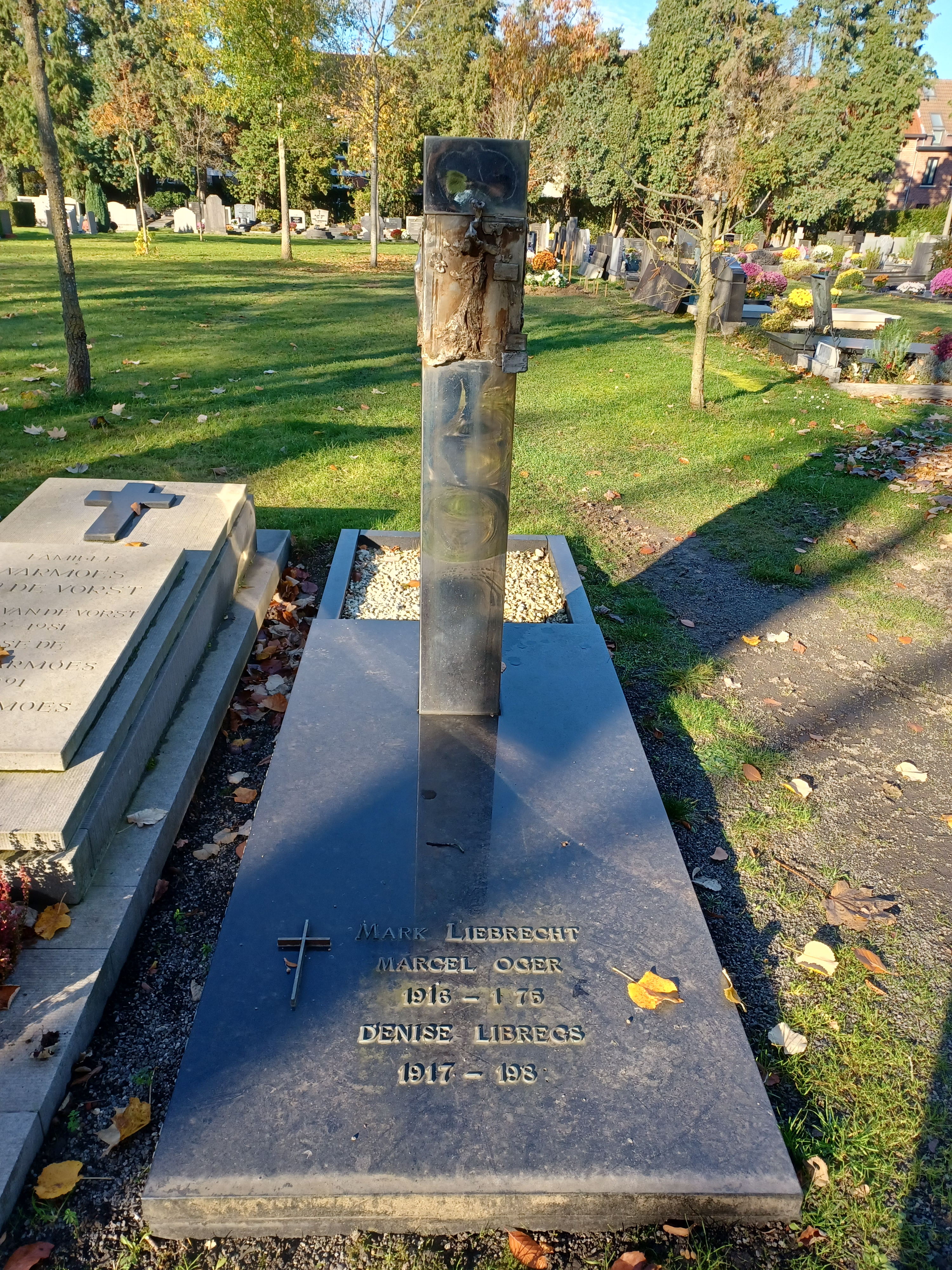
Grafzerk van Mark Liebrecht.

Hij was bevriend met Jef van Hoof en Armand Preud’homme.

## Nagedachtenis
In Mortsel werd de theaterzaal (Mark Liebrecht Schouwburg) naar hem vernoemd.

## Prijzen & onderscheidingen
- 1960 - Internationale Katolieke Televisieprijs te Monte Carlo, categorie drama voor Beatrijs
- 1960 - Belgische Persprijs voor televisie voor Parking
- 1966 - Italiaprijs te Palermo voor Twee is te weinig, drie is te veel
- 1966 - Undaprijs voor Televisie voor De Kruisweg
- 1966 - Ridder in de Kroonorde
- 1969 - Bert Leysenprijs voor De Passie van ons Heer
- 1973 - Prix Femina de Cinéma Belge voor Reinaert de Vos
- 1975 - S.A.B.A.M.-prijs voor televisierealisaties

## Voetnoten
1. ↑  Persoon, Willem (1979). Mark Liebrecht. Gemeentebestuur Mortsel.
2. ↑  Liebrecht, Mark (1977). Meemwaars. D.A.P. Reinaert, Zele. ISBN 90-310-0391-3.
3. ↑  Mortselse Heemkundige Kring (2016). Jaarboek 2016. Mortselse heemkundige kring, p. 226.